# Кораб
Кораб је највиша планина у Северној Македонији и Албанији, а уједно је и гранична планина између ове две државе. Ова планина је наставак Шар-планине.
Кораб има неколико врхова са преко 2.000 метара надморске висине. Најзначајнији су:
- Велики Кораб (мкд. Голем Кораб или Кобилино Поле, алб. Maja e Korabit или Mali i Korabit); по старим подацима 2.753 m, а по новијим 2.764 m.
- Кепи Бар (2.595 m)
- Мала Корабска Врата (2.425 m; старији податак)
- Кабаш (2.395 m)
- Цигански Премин (2.295 m)
- Плоча (2.235 m)
- Висока Карпа (2.090 ).

Државна граница прелази преко највишег врха, Великог Кораба.
Сваке године почетком септембра планинарски клуб „Кораб” из Скопља организује Међународно пењање на врх.